# منتخب تايبيه الصينية لكرة الصالات
منتخب تايبيه الصينية الوطني لكرة قدم الصالات  هو ممثل تايبيه الصينية  الرسمي في المنافسات الدولية في كرة الصالات .